# District de Killa Abdullah
Le district de Killa Abdullah ou Qilla Abdullah (en ourdou : قلعه عبدالله ولسوالی) est une subdivision administrative du nord de la province du Baloutchistan au Pakistan. Créé en 1993 autour de sa capitale Chaman, le district comprend une vaste frontière avec l'Afghanistan.
Le district est principalement rural et aride, avec une population pauvre et vivant surtout de l'agriculture. La population d'environ 760 000 habitants en 2017 est en majorité constituée de tribus pachtounes.

## Administration
Le nom du district tire son origine du meneur afghan Sardar Abdullah Khan Achakzai, qui lutte contre le Raj britannique lors de la Première guerre anglo-afghane, ainsi que du mot « Killa » désignant un fort. 
Le district a été créé en 14 juin 1993, alors qu'il était auparavant un tehsil du district de Pishin.

## Démographie

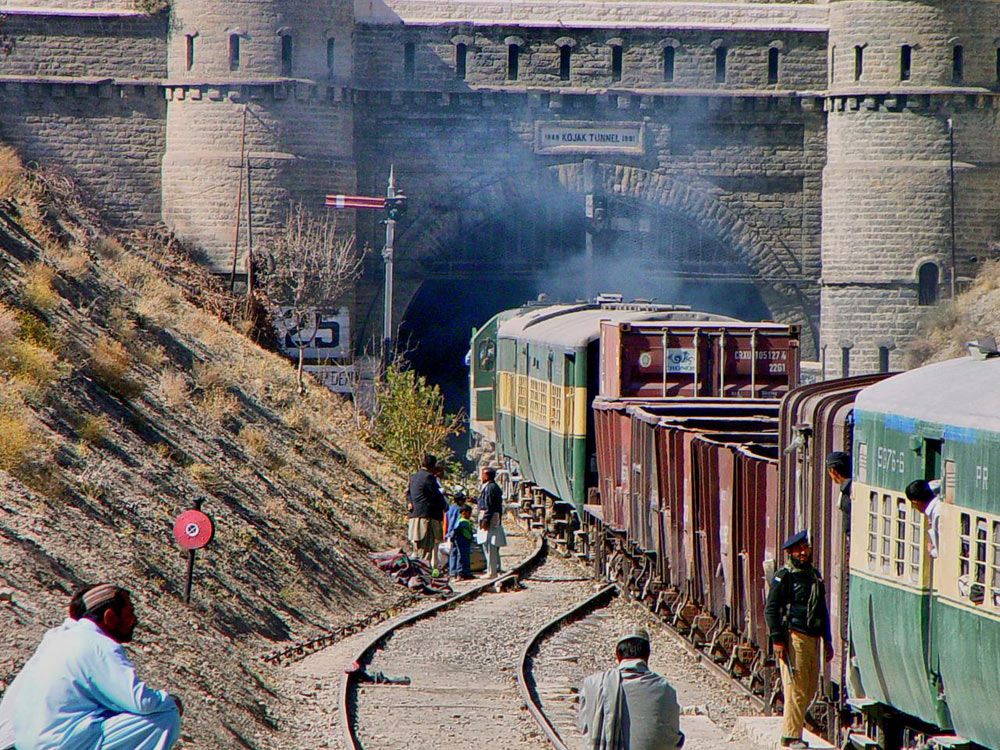
Train empruntant le tunnel Khojak.

Lors du recensement de 1998, la population du district a été évaluée à 370 269 personnes, dont environ 15 % d'urbains. Le taux d'alphabétisation était de 16 % environ, soit bien moins que la moyenne nationale de 44 %. Il se situait à 24 % pour les hommes et 7 % pour les femmes, soit un différentiel de 17 points, contre 25 pour la moyenne nationale.
En 2012, l'alphabétisation est estimée à 36 % par les autorités, dont 57 % pour les hommes et 9 % pour les femmes. 
Le recensement suivant mené en 2017 pointe une population de 757 578 habitants, soit une croissance annuelle de 4 %, nettement supérieure aux moyennes provinciale et nationale de 3,4 % et 2,4 % respectivement. Le taux d'urbanisation augmente pour passer à 20 %.
Le district est principalement peuplé par des tribus pachtounes, parlant pachto. Le district a aussi de très faibles minorités religieuses : 1,2 % de chrétiens (en 1998) et 0,9 % d'hindous, avec de faibles effectifs sikhs et zoroastriens.

## Administration
Le district est divisé en quatre tehsils ou sous-tehsils ainsi que 25 Union Councils.
| Tehsil         | Population (rec. 2017) |
| -------------- | ---------------------- |
| Chaman         | 433 768                |
| Dobandi        | 61 723                 |
| Gulistan       | 115 172                |
| Killa Abdullah | 146 915                |

Le district compte près de 149 000 urbains selon le recensement de 2017, répartis dans seulement deux villes : la capitale Chaman et Killa Abdullah.  
| Ville          | Population (rec. 2017) |
| -------------- | ---------------------- |
| Chaman         | 123 191                |
| Killa Abdullah | 26 151                 |

## Économie et éducation

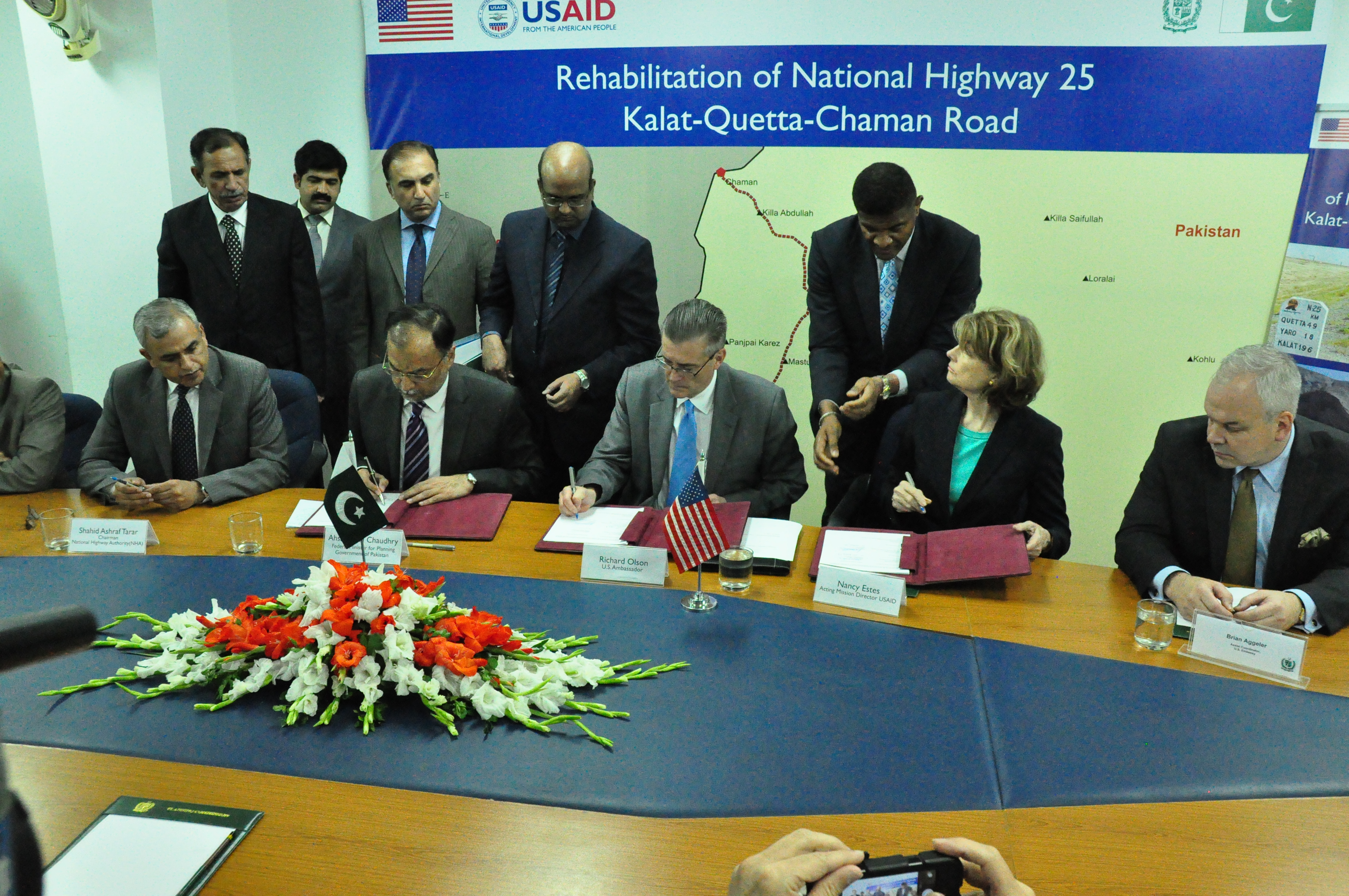
Accord d'aide avec l'USAID pour la rénovation de la route nationale no 25.

Killa Abdullah est un district désertique et pauvre. La population vit sous un climat aride qui rend l'agriculture difficile. Environ 8 % de la superficie totale est cultivée, soit environ 400 kilomètres carrés, et un quart de la population active travaille dans le secteur agricole. La production est surtout orientée vers le blé, les pommes, les abricots et le raisin notamment. L'élevage de chèvres et de moutons est également une source importante de subsistance : on en compte en moyenne près de six par ménage rural en 2012.
Les services publics sont peu développés dans le district, notamment les infrastructures scolaires qui sont manquantes. Seuls 28 % des enfants sont scolarisés dans le primaire en 2012 et 42 % pour l'enseignement secondaire.
La capitale du district Chaman est reliée à la capitale provinciale Quetta par la route nationale no 25, ainsi que par une ligne de chemin de fer. 

## Politique
Le district est représenté par les trois circonscriptions no 11 à 13 à l'Assemblée provinciale du Baloutchistan. Lors des élections législatives de 2008, elles ont été remportées par un candidat du Parti du peuple pakistanais, un du Parti national Awami et un indépendant, et durant les élections législatives de 2013, par deux candidats du Pashtunkhwa Milli Awami (PMAP) et un candidat du Parti national Awami. À l'Assemblée nationale, il est partiellement représenté par la circonscription no 262, qu'il partage avec le district de Gwadar. Lors des élections de 2008, elle a été remportée par un candidat de l'alliance Muttahida Majlis-e-Amal, et durant les élections de 2013, par un candidat du PMAP.
Depuis le redécoupage électoral de 2018, le district est représenté par la circonscription nationale no 263 et les trois circonscriptions provinciales 21 à 23. Lors des élections législatives de 2018, elles sont remportées par des candidats du Parti national Awami et de la Muttahida Majlis-e-Amal,,.
| Parti                                      | Voix (national) | %       | Élu national | Élus provinciaux |
| ------------------------------------------ | --------------- | ------- | ------------ | ---------------- |
| Muttahida Majlis-e-Amal                    | 38 097          | 41,25 % | 1            | 1                |
| Parti national Awami                       | 21 608          | 23,27 % | 0            | 2                |
| Pashtunkhwa Milli Awami                    | 19 989          | 21,72 % | 0            | 0                |
| Parti baloutche Awami                      | 3 990           | 4,32 %  | 0            | 0                |
| Autres partis                              | 1 471           | 1,59 %  | 0            | 0                |
| Indépendants                               | 8 406           | 9,10 %  | 0            | 0                |
| Total exprimés (participation : 41,03 %)   | 92 352          | 100 %   | 1            | 3                |
| Source : Commission électorale du Pakistan |                 |         |              |                  |